# Alpina interrupta
Alpina interrupta är en fjärilsart som beskrevs av Leo Schwingenschuss 1915. Alpina interrupta ingår i släktet Alpina och familjen mätare. Inga underarter finns listade i Catalogue of Life.